# Giacomo Boncompagni

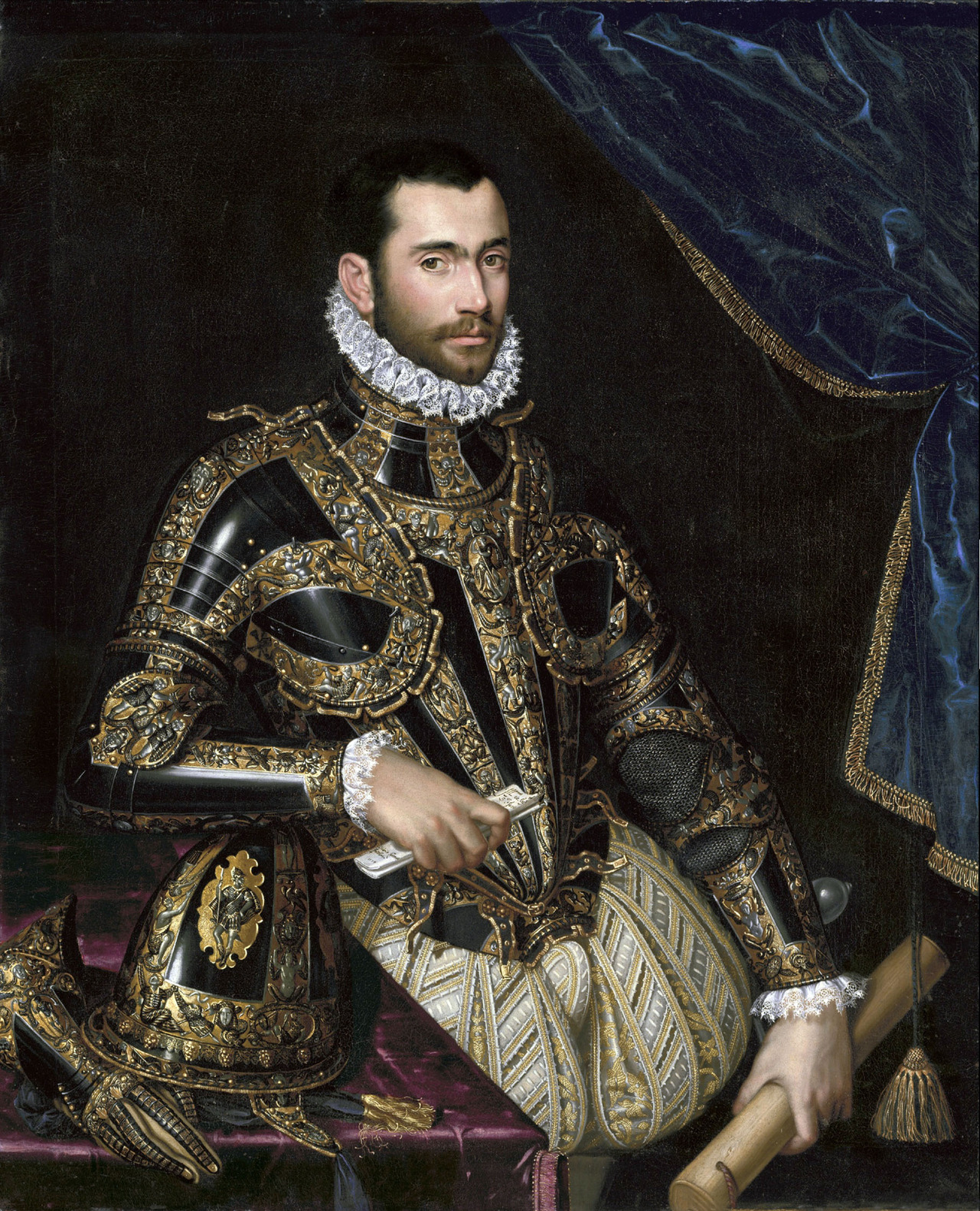
Giacomo Boncompagni

Giacomo Boncompagni, auch Jacopo Boncompagni, Herzog von Sora und Arce, Markgraf von Vignola, Graf von Aquino und Arpino (* 8. Mai 1548 in Bologna, damals Kirchenstaat, heute Italien; † 18. August 1612 in Sora, Italien), war ein päpstlicher Bastard und italienischer Feudalherr des Frühbarock. Er erwarb große Ländereien und begründete das bis heute bestehende Fürstenhaus Boncompagni-Ludovisi.

## Leben
Boncompagni wurde als Sohn des Ugo Boncompagni, des späteren Papstes Gregor XIII., und dessen Mätresse aus Carpi, Maddalena Fulchini, in Bologna geboren. Ugo Boncompagni war in seiner Heimatstadt Bologna, um während des dortigen Exils des Konzils von Trient im Kirchenstaat seine Aufgaben als einer der päpstlichen Juristen wahrzunehmen; erst zehn Jahre später wurde er zum Priester geweiht. Giacomo wurde am 5. Juli 1548 von seinem Vater als legitimer Sohn anerkannt. Seine Erziehung wurde von den Jesuiten übernommen.
Nach der Wahl seines Vaters zum Papst im Mai 1572 ging Giacomo nach Rom und wurde dort zum Kastellan der Engelsburg ernannt; zugleich studierte er am Collegium Germanicum et Hungaricum. Es folgte im April 1573 seine Ernennung zum Gonfaloniere der Kirche (siehe: Nepotismus am Heiligen Stuhl). In dieser Eigenschaft als Kommandant des päpstlichen Heeres ging er zuerst nach Ancona, um die Stadt gegen eine eventuelle Bedrohung durch die Türken zu schützen, und dann bis 1574 nach Ferrara, wo er Köng Heinrich III. von Frankreich in päpstlichem Auftrag empfing. Im August 1575 übertrug ihm König Philipp II. von Spanien den Titel eines Oberkommandierenden der Streitkräfte im damals von Spanien beherrschten Herzogtum Mailand. Im Februar 1576 heiratete er in Rom Costanza Sforza aus der Familie der Grafen von Santa Fiora in der südlichen Toskana, die eine Mitgift von 50000 Scudi in die Ehe einbrachte; mit ihr hatte er 14 Kinder. Im Dezember des gleichen Jahres ernannte ihn Gregor XIII. zum Gouverneur von Fermo.

## Landes- und Kriegsherr
Sein Vater Gregor XIII. versuchte im Laufe der Jahre, trotz aller Verwaltungsaufgaben und der militärischen Verpflichtungen, für seinen Sohn eine eigene Feudalherrschaft zu schaffen. Im Februar 1577 scheiterte der Versuch, die Markgrafschaft Saluzzo im westlichen Oberitalien vom französischen König zugestanden zu bekommen, wofür der Papst eine Summe von 600.000 Scudi anbot. Im August desselben Jahres konnte jedoch durch eine Zahlung von 70.000 ferraresischen Goldscudi an Alfonso II. d’Este, Herzog von Ferrara, die kleine Markgrafschaft von Vignola bei Modena erworben werden. Im August 1578 verlieh König Philipp II. Giacomo zusätzlich die Markgrafschaft Casalmaggiore im östlichen Gebiet des Herzogtums Mailand; überdies wurde er zum mailändischen Staatsrat und Ritter des spanischen Ordens von Calatrava ernannt.
Am 12. September 1579 gelang dem Papst jedoch eine für die Zukunft seines Sohnes und der eigenen Familie wichtige Erwerbung: Für einen Betrag von 100.000 Goldscudi kaufte er von Francesco Maria II. della Rovere, dem Herzog von Urbino, das Herzogtum Sora, bestehend aus Sora und Arce, an der Nordgrenze des Königreichs Neapel, was Philipp II. im Dezember mit der offiziellen Belehnung bestätigte. Im Mai 1583 erwarb Giacomo selbst für 243000 Dukaten die Grafschaften Aquino und Arpino in derselben Region von ihrem bisherigen Besitzer, Alfonso D'Avalos D'Aquino. Alle diese Orte liegen heute im äußersten Süden der italienischen Region Lazio.
Im Februar 1581 empfing Giacomo in seinem Palast in Rom als Vertreter des Papstes eine Gesandtschaft des Zaren Iwan IV. und diente seinem Vater dabei in diplomatischer Funktion. Im selben Jahr 1581 erhielt er zusammen mit Latino Orsini, Markgraf von Lamentana, den Auftrag, das Banditenunwesen im Kirchenstaat zu bekämpfen. Nach dem Tod seines Vaters 1585 sorgte er mit 2.000 Mann Fußtruppen und vier Kompanien leichter Kavallerie dafür, dass das Konklave während der Sedisvakanz sicher ablaufen konnte. Eine Beeinflussung der Kardinäle hinsichtlich ihrer Wahlentscheidung schlug allerdings fehl.
Der neue Papst Sixtus V. bestätigte Giacomo in seiner Funktion als Befehlshaber der päpstlichen Truppen, nicht jedoch im Amte des Gouverneurs von Fermo. Papst Clemens VIII. erneuerte dies im Juli 1600. Philipp II. von Spanien behielt ihn ebenfalls in seinen Funktionen im Herzogtum Mailand. Giacomo und seine Familie zogen in der Folgezeit nach Isola del Liri um, von wo aus in seiner Abwesenheit die Gattin Costanza das Herzogtum im dortigen Palazzo Boncompagni verwaltete. Erst 1612 wurde Giacomo von seinen Pflichten in Mailand entbunden.

## Mäzen und Industrieller
Schon früh engagierte sich Giacomo in seinen Herrschaftsgebieten im industriellen Bereich wie im Bankwesen: 1576 kaufte er in der Region von Tolfa im Nordwesten der Region Lazio ein Alaun-Bergwerk, im Jahre 1583 erwarb er eine Papierfabrik für 1500 Dukaten im Gebiet von Sora, wo er auch eine Gesellschaft für Wollverarbeitung gründete. 1579 beteiligte er sich mit 25000 Dukaten an einer Bankgründung in Neapel und 1589 förderte er in seinem oberitalienischen Besitztum Vignola die Ansiedlung jüdischer Kaufleute und Bankiers.
Als Mäzen unterstützte Giacomo besonders Autoren literarischer Werke, von denen ihm einige mit politischem Inhalt gewidmet wurden. Er besaß eine ansehnliche Bibliothek, die sich zum größten Teil heute in der Biblioteca Apostolica Vaticana befindet. Außerdem gewährte er Giovanni Pierluigi da Palestrina, dem wichtigsten Komponisten der damaligen Zeit, seine Förderung, weshalb ihm dieser zwei Bücher von Madrigalen und Motetten widmete. Schließlich sammelte Giacomo selbst Dokumente aus dem Pontifikat seines Vaters, die in einem entsprechenden Dokumentationswerk publiziert wurden. Das von ihm angelegte Familienarchiv der Boncompagni ist heute Bestandteil des Archivio Segreto Vaticano. Diese mäzenatische Tätigkeit brachte ihm die Wertschätzung vieler seiner Zeitgenossen ein; sie war faktisch der Ersatz für die schwindende politische Rolle im Kirchenstaat unter den seinem Vater folgenden Päpsten.
Der Palazzo Boncompagni im Residenzort Isola del Liri ist direkt über einem Wasserfall des Flusses Liri erbaut. Er besitzt einen hohen Turm und einen Innenhof; zwei große Wappen im Treppenhaus erinnern an die Erbauerfamilie und damit an Giacomo als Bauherrn.
Im Jahre 1612 kehrte Giacomo, der erste Herzog von Sora aus der Familie Boncompagni, krank nach Sora zurück und verstarb dort am 18. August im Alter von 64 Jahren.

## Kunstgeschichte
Der italienische Maler Scipione Pulzone, ein bekannter Porträtist seiner Zeit, malte 1574 ein Bildnis Giacomo Boncompagnis, welches im Januar 2013 bei Christie’s in New York City zur Versteigerung kam.